# Stěh

Stěh (vyznačen červeně) na jednostěžňové jachtě

Stěh je lano lodní takeláže, které spojuje vrchol nebo jinou část stěžně s trupem lodi směrem k přídi. Slouží k zajištění stěžně (přenáší síly, které by vyvracely stěžeň směrem vzad) a k upevnění některých plachet (kosatka, stěhovka)
Stěhy se nazývají podle stěžně, který drží a podle části stěžně, na které jsou upnuty (peň nebo jedna z čnělek). Stěh, který drží košovou čnělku předního stěžně, se tedy bude nazývat přední košový stěh.